# ビジネスウィーク・トップブランド・ベスト100
ビジネスウィーク・トップブランド・ベスト100とは、インターブランド社がインターブランド・ベスト・グローバル・ブランド・リストを集計して発表した後、全世界に向けて、毎年ビジネス雑誌のビジネスウィークが発表する、世界のブランドの価値をUSドルでまとめたトップ100社の事である。
ブランドは、飲食業、電気製品、食料品メーカーなど、種別を問わずに選ばれる。
インターブランドのホームページで過去2001年から現在までのリストを確認する事が出来る。

## トップブランド・ベスト100社
100社の内トップ25社 (2009年)
| 順位 | 企業名                   | 国           | 百万ドル |
| ---- | ------------------------ | ------------ | -------- |
| 1位  | コカ・コーラ             | アメリカ     | 68,734   |
| 2位  | IBM                      | アメリカ     | 60,211   |
| 3位  | マイクロソフト           | アメリカ     | 56,647   |
| 4位  | ゼネラル・エレクトリック | アメリカ     | 47,777   |
| 5位  | ノキア                   | フィンランド | 34,864   |
| 6位  | マクドナルド             | アメリカ     | 32,275   |
| 7位  | Google                   | アメリカ     | 31,980   |
| 8位  | トヨタ自動車             | 日本         | 31,330   |
| 9位  | インテル                 | アメリカ     | 30,636   |
| 10位 | ディズニー               | アメリカ     | 28,447   |
| 11位 | ヒューレット・パッカード | アメリカ     | 24,096   |
| 12位 | メルセデス・ベンツ       | ドイツ       | 23,867   |
| 13位 | ジレット                 | アメリカ     | 22,841   |
| 14位 | シスコシステムズ         | アメリカ     | 22,030   |
| 15位 | BMW                      | ドイツ       | 21,671   |
| 16位 | ルイヴィトン             | フランス     | 21,120   |
| 17位 | マールボロ               | アメリカ     | 19,010   |
| 18位 | ホンダ                   | 日本         | 17,803   |
| 19位 | サムスン電子             | 韓国         | 17,518   |
| 20位 | Apple                    | アメリカ     | 15,433   |
| 21位 | H&M                      | スウェーデン | 15,375   |
| 22位 | アメリカンエキスプレス   | アメリカ     | 14,971   |
| 23位 | ペプシ                   | アメリカ     | 13,706   |
| 24位 | オラクル                 | アメリカ     | 13,699   |
| 25位 | ネスレ                   | スイス       | 13,317   |

## 似たようなランキング
- フィナンシャル・タイムズ・グローバル500（世界の企業の時価総額をランキングしたリスト）
- フォーチュン・グローバル500（世界の企業の売上高をランキングしたリスト）
- フォーチュン500（アメリカ企業の売上高をランキングしたリスト）
- フォーブス・グローバル2000（世界の公開会社の上位2000社のランキングリストである。順位は売上高、利益、資産、市場価値の4つの要因に基づいて決められる。）
- インターブランド・ベスト・グローバル・ブランド・リスト（世界の企業のトップブランド・ベスト100を決めるリスト。インターブランドが集計し発表したものをビジネスウィーク誌も発表する。）
- ビジネスウィーク・革新的な企業ランキング（世界の革新的な企業をランキングしたリスト）
- 半導体メーカー売上高ランキング（世界の半導体メーカーをランキングしたリスト）
- 半導体・製造装置メーカー売上高ランキング（世界の半導体製造装置メーカーの売上高をランキングしたリスト）
- 世界の軍事企業の売上高ランキング（世界の軍事企業の売上高をランキングしたリスト）